# Daniela Jooß-Kesselmeyer
Daniela Jooß-Kesselmeyer (* 1972 in Stuttgart; Schreibweise manchmal Daniela Jooss-Kesselmeyer) ist eine deutsche Sängerin der Stimmlage Mezzosopran.

## Leben
Daniela Jooß-Kesselmeyer wurde in Stuttgart geboren und wuchs in Gerstetten auf der Schwäbischen Alb auf. Neben ihrem musikpädagogischen Studium an der Pädagogischen Hochschule Schwäbisch Gmünd studierte sie Gesang bei Thomas Pfeiffer und bei Marianne Köhnlein-Göbel.
1999 wurde Daniela Jooß-Kesselmeyer Mitglied von Das Solistenensemble unter der Leitung von Gerhard Schnitter und spielte mit diesem mehr als zehn klassische Konzeptproduktionen für den Hänssler Verlag in Stuttgart ein. Ebenso wirkte sie in der christlichen Popmusik mit und sang auf Lobpreisprojekten wie Feiert Jesus! unter Albert Frey mit.
2001 spielte Daniela Jooß-Kesselmeyer für Klaus Heizmann mit dessen Wiesbadener Studiochor die Klassik-Pop-Kantate Halleluja! Lobet Gott ein. Im Folgenden entstand eine Zusammenarbeit sowohl produktionstechnisch als auch konzertant. Gemeinsam mit Querflötistin Heike Wetzel finden so bereits seit mehreren Jahren im Frühjahr „Passionskonzerte einmal ganz anders“ mit modernen und klassischen Liedern, instrumentalen Stücken, Lesungen und Bildershow statt.
Eigene Konzerte gibt Daniela Jooß-Kesselmeyr meist in Form von Liederabenden mit Stücken klassischer Komponisten aber auch modernen Titeln des Neuen Geistlichen Liedes. Ferner singt sie Werke aus Oratorien, Opern und Musicals. Ins Ausland führten sie ihre Konzertreisen bisher nach Österreich, Finnland, Israel, Südafrika und in die USA.
2009 erschien ihr erstes Soloalbum unter dem Titel Vertrauensvoll im Haus der Musik, Wiesbaden.
Daniela Jooß-Kesselmeyer ist seit 1995 verheiratet. Sie hat vier Kinder. Seit 1998 in München wohnhaft, ist sie freiberuflich als Konzertsängerin tätig und gibt als Gesangspädagogin offene Workshops und Gesangsunterricht.

## Diskografie
| Jahr | Titel                                 | Label          |
| ---- | ------------------------------------- | -------------- |
| 1999 | Hoffnung atmen                        | Hänssler Music |
| 2000 | Befiehl du deine Wege                 | Hänssler Music |
| 2000 | Feiert Jesus 06                       | Hänssler Music |
| 2001 | Halleluja! Lobet Gott                 | Gerth Medien   |
| 2002 | Gott ist gegenwärtig                  | Hänssler Music |
| 2002 | Die Liebe schafft sich Raum auf Erden | Gerth Medien   |
| 2003 | Ja, ich will euch tragen              | Hänssler Music |
| 2003 | Lasset uns nun gehen nach Bethlehem   | Gerth Medien   |
| 2004 | Singen, beten, loben                  | Hänssler       |
| 2004 | Am Himmel hell und klar               | Hänssler       |
| 2005 | Via Dolorosa / Das Leben ist Sieger   | Gerth Medien   |
| 2008 | Vertrauensvoll                        | Haus der Musik |